# 라즈나트 싱

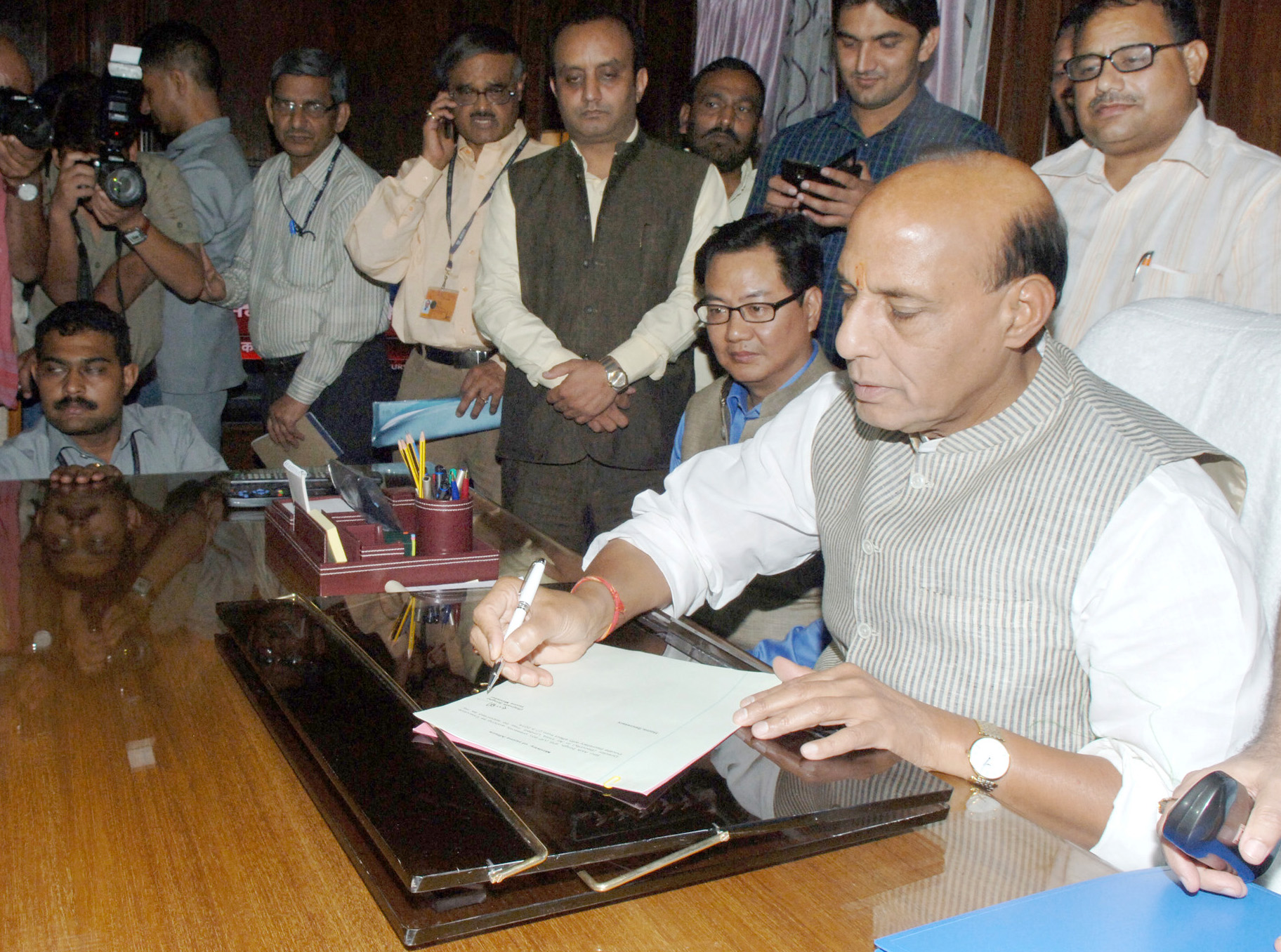

라즈나트 싱(Rajnath Singh, 1951년 7월 10일 ~ )은 인도의 정치인으로 국방장관이다. 현재 로크 사바의 부지도자이다. 인도 인민당의 전 당대표이다. 제1차 모디 내각의 내무부장관이었다. 아탈 비하리 바지파이 밑에서 도로교통부와 농업부 장관을 역임했다.

## 같이 보기
- 나렌드라 모디
- 아밋 샤